# Utah Beach
Utah Beach var kodnamnet för en av de allierades landstigningsplatser den 6 juni 1944 under D-dagen, Operation Overlord, under andra världskriget.
Utah var inte med i invasionsplanerna från början utan lades till i slutskedet av planeringen när fler landstigningsfartyg blev tillgängliga. Även om amerikanska 4th Infantry Division var avsevärt ur kurs, intog de stranden utan speciellt hårt motstånd, till skillnad från Omaha Beach där striderna var mycket hårda.
Utah Beach är ca 5 km lång och ligger mest västerut av de fem landstigningsplatserna som nyttjades under D-dagen. Stranden ligger mellan städerna Pouppeville och La Madeleine i Frankrike.

## Planen

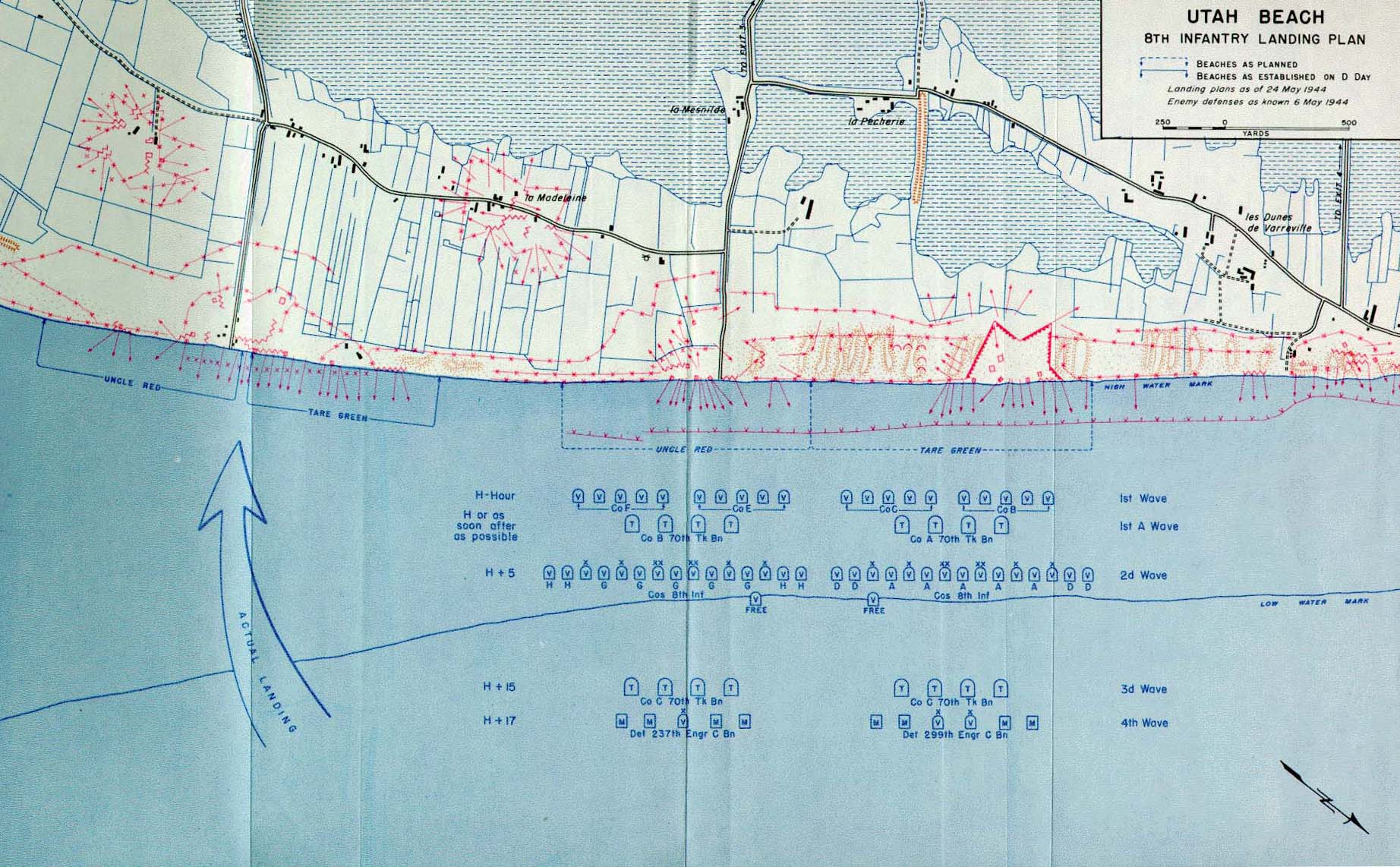
Plan för landsättningen vid Utah Beach.

Landstigningen var planerad att ske i fyra vågor. Första vågen bestod av 20 LCVP-båtar (Landing Craft, Vehicle, Personnel, även kallad Higgins-båtar) som bar på 30 man var från 8 infanteriregementet. Hälften av båtarna till höger skulle landsätta sin besättning vid Tare Green Beach, mitt emot les Dunes de Varreville. Den andra häften, de till vänster, var avsedda för Uncle Red Beach, ca 910 meter längre söderut. Hela operationen var klockad mot den här första anfallsvågen som var planerat att äga rum kl 06.30. Samtidigt skulle även åtta Landing Craft Tank (LCT) landsätta fyra amfibiska DD-tanks var.
Andra vågen bestod av ytterligare 32 stycken LCVP-båtar med soldater från 2. bataljonen, ett par ingenjörstrupper, samt åtta sprängpatruller som skulle rensa stranden från undervattenshinder. Tredje vågen skulle anlända H plus 15 minuter och innehöll ytterligare åtta stycken LCT:er med så kallade dozer tanks. Fjärde vågen skulle komma två minuter senare med detachement från 237. och 299. ingenjörsbataljonerna och rensa stranden på höga och låga vattenmärken.

## D-dagen

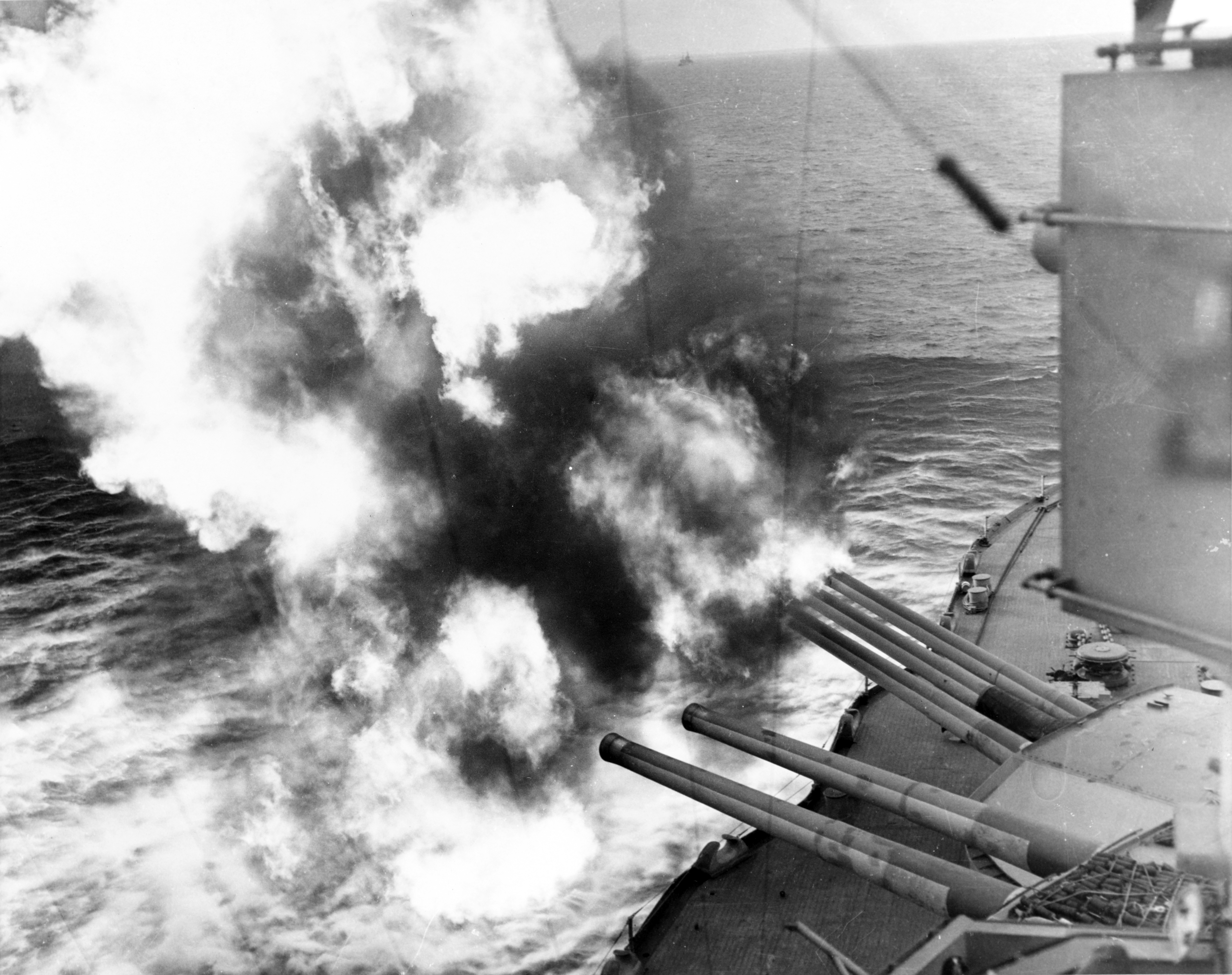
beskjuter mål i närheten av Utah Beach.

Två timmar innan den huvudsakliga invasionsstyrkan angrep de franska stränderna simmade en liten styrka, beväpnade med endast knivar, i land vid Îles Saint-Marcouf, som de trodde var en tysk observationspost. Den visade sig dock vara obemannad.
Den första vågen höll den planerade tidsangivelsen och alla tjugo fartyg skickades iväg mot målet. Bakomliggande understödsfartyg avfyrade kulspruteeld i hopp om att träffa och spränga minor. När LCVP-båtarna var mellan 270 och 365 meter från stranden avfyrade kompanibefälhavarna speciella rökraketer för att signalera till understödsfartyg att avbryta kulspruteelden. Nästan exakt vid timmen H sänkte invasionsfartygen sina ramper så att 600 man kunde påbörja att vada fram de sista 90 metrarna till stranden. Den faktiska tiden då soldaterna stod på stranden var ett par minuter senare än planerat men påverkade inte planen för de resterande anfallsvågorna. Förutom att fientligt artilleri hade beskjutit anfallsvågen med luftbrisader ute till havs fanns det inget motstånd vid timmen H.

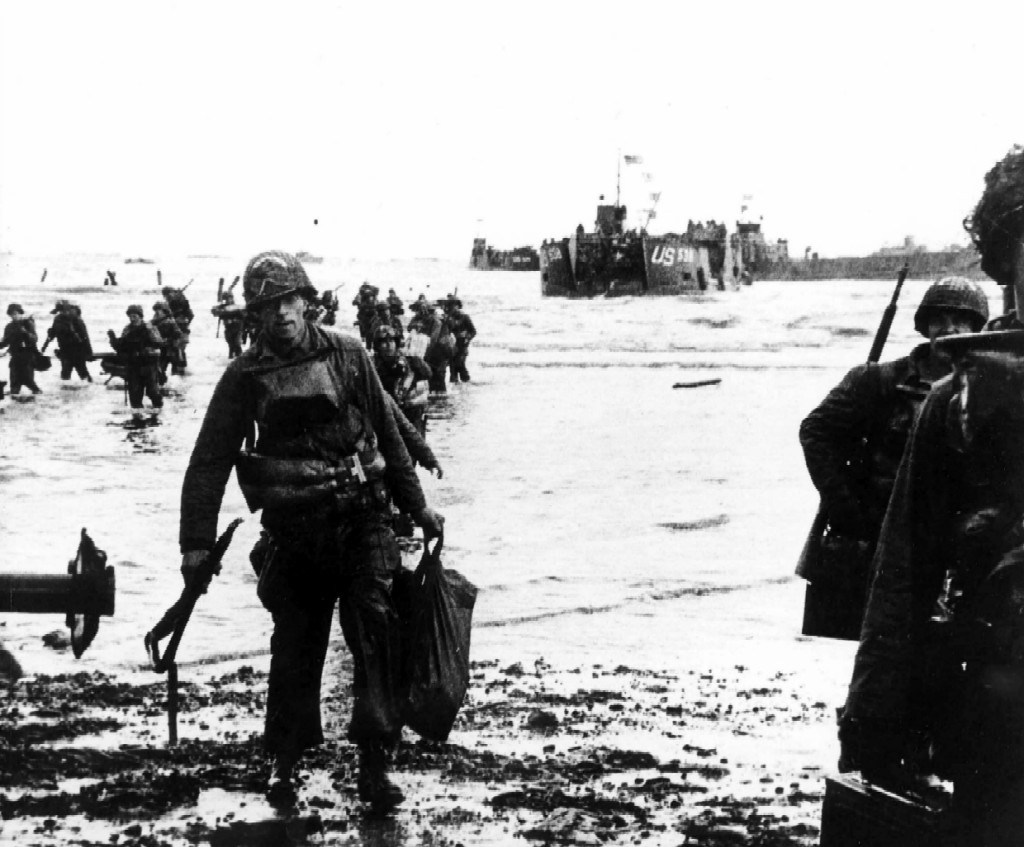
Amerikanska soldater landstiger på Utah Beach i full stridsutrustning.

Det första trupperna som landsteg på stranden var från 2:a bataljonen, 8:e infanteriet. 1:a bataljonen landsteg ett par minuter senare. Båda kom i land betydligt längre söderut än planerat. 2:a bataljonen skulle ha landstigit Uncle Red Beach mitt emot Exit 3 och 1:a bataljonen mitt emot les Dunes de Varreville. De aktuella landstigningsplatserna låg på båda sidor om Exit 2, ca 1 820 meter söderut.
Det här felet kunde ha varit mycket allvarligt på grund av att stor oreda och förvirring kunde uppstått. Faktum var att så inte skedde. De ursprungliga planerna där varje anfallssektion hade specifika uppgifter, kunde dock inte genomföras på grund av missen. Brigadgeneral Theodore Roosevelt, Jr., assisterande befälhavare för 4:e divisionen, blev känd för att ha anmält sig frivilligt till den första vågen och att personligen få leda den första attacken mot strandens nyckelpunkter. När han insåg att de landstigit på fel plats rekognoscerade han själv området bortom stranden för att hitta vägarna för vidare avancemang inåt fastlandet. Han återvände efter det till landstigningsplatsen, kontaktade de två bataljonernas befälhavare, överstelöjtnanterna Conrad C. Simmons och Carlton O. MacNeely, och koordinerade attacken mot fiendens positioneringar framför dem. Det var vid detta tillfälle som Roosevelt yppade de kända orden: "We'll start the war from here!" (ungefär "vi börjar kriget härifrån"). De improviserade planerna fungerade framgångsrikt med mycket liten förvirring. För sina handlingar på Utah Beach tilldelades Roosevelt senare Medal of Honor.
De tyska styrkorna som försvarade stranden kom från 709:e infanteridivisionen, kommenderad av generallöjtnant Karl-Wilhelm von Schlieben, och 352:e infanteridivisionen, kommenderad av generallöjtnant Dietrich Kraiss.

## Framgången
Vid slutet av D-dagen hade ca 23 250 soldater tillsammans med 1 700 fordon landsatts på stranden. Det var endast 200 man som stupade under landsättningsoperationen. Flera faktorer var orsaken till den framgångsrika operationen vid Utah i motsats till de blodiga striderna vid den närbelägna stranden Omaha:
- Färre tyska fortifikationer (områdets försvar baserades på att översvämma kustområdena bakom stränderna), samt att det fanns färre bunkrar.
- Effektivt bombardemang innan trupperna landsattes. Flera av de stora bunkrarna, som kustbatteriet vid Saint-Martin-de-Varreville, förstördes från luften innan D-dagen.
- DD-stridsvagnar. Nästan alla av dessa "simmande" stridsvagnar nådde stranden på grund av att de skickades iväg betydligt närmre stranden än vid Omaha. De kunde då enklare åka upp på land utan att köra fast i havet.
- Landsättningsfelet. Större delen av invasionsstyrkan nådde land mitt emot Exit 2, som kom att användas flitigast, men det var de andra utgångarna som var hårdast befästa.
- Fallskärmstrupper. Den största skillnaden var de 13 000 soldater från 101:a och 82:a luftburna divisionerna som redan stred på fastlandet. I fem timmar före landsättningen på Utah hade fallskärmstrupperna slagit sig fram mot stranden och på så vis slagit ut fiendens försvarsställningar vid utgångarna.

Den egentliga kostnaden i liv för invasionen av Utah Beach reflekteras av de stora förluster som fallskärmstrupperna led - 101:a luftburna förlorade ca 40 % av sin styrka under D-dagen. Även de 1 000 man som fick sätta livet till under Exercise Tiger, övningarna inför D-dagen, kan räknas till förlusterna.

## Kända personer som deltog
- James Van Fleet, överste
- Philip Hart, amerikansk senator
- Hugh Nibley, mormonforskare
- Elliot Richardson, politiker i Nixon-eran, medicinsk officer i fjärde vågen
- Theodore Roosevelt, Jr., brigadgeneral, deltog i första vågen
- J.D. Salinger, amerikansk författare